# Capnophyllum
Capnophyllum är ett släkte av blomväxter i familjen flockblommiga växter. Dess arter förekommer i Sydafrika.

## Arter
Släktet har fyra arter:
- Capnophyllum africanum
- Capnophyllum leiocarpon
- Capnophyllum lutzeyeri
- Capnophyllum macrocarpum